# 오즈월드 에이버리
오즈월드 에이버리(영어: Oswald Avery, 1877년 10월 21일 - 1955년 2월 2일)는 캐나다의 의사이자 유전학자이다. 뉴욕의 록펠러 대학교 부속병원에서 근무하였다. 에이버리는 분자생물학과 면역학의 선구자로 DNA가 유전 물질임을 증명하였다.

## 생애
오즈월드 에이버리는 1877년 10월 21일 캐나다 핼리팩스에서 태어났다. 조지프 프랜시스 에이버리와 엘리자베스 크로디 사이에서 태어난 삼형제 가운데 차남이었다. 오즈월드의 아버지는 잉글랜드 침례교 목사였고 1873년 캐나다로 이민하였다가 1887년 다시 가족들과 함께 뉴욕으로 이사하였다. 에이버리는 뉴욕 로어 이스트 사이드의 침례교계 학교에 다녔다. 뉴욕 남자 문법학교를 졸업한 에이버리는 콜게이트 대학교에서 신학을 공부하였으나 컬럼비아 대학교 의과대학으로 옮겨 의사가 되었다.
에이버리는 1907년부터 브루클린에 있는 호아그랜드 연구소에서 일하면서 롱아일랜드 대학병원에서 전문의 과정을 거쳤다. 에이버리는 1913년 다양한 세균에 대한 면역 연구 논문을 발표하였고, 이 논문으로 인해 록펠러 대학교 부속병원에 자리를 얻었다. 에이버리는 1948년까지 여기서 근무하였다.
에이버리는 1934년에서부터 1944년까지 록펠러 연구소에서 멕클레오드, 멕클린등과 함께 프레더릭 그리피스의 실험을 보다 정교하게 수행하여 형질전환의 원인이 DNA에 있다는 것을 밝혀냈다.
에이버리는 1954년 간암에 걸렸고 1955년 사망하였다.

## 형질전환 실험
형질전환은 1928년 프레더릭 그리피스에 의해 처음으로 관찰되었다. 그는 폐렴쌍구균을 이용한 그리피스 실험을 통해 박테리아 사이에 유전형질이 전환될 수 있음을 밝혔으나 그 원인에 대해서는 알 수 없었다. 1944년 오즈월드 에이버리는 그리피스의 실험을 훨씬 정교하게 통제하여 열처리한 S형 균을 탄수화물, 단백질, DNA로 구분하여 R형 균에 투입하였고, 그 결과 DNA가 형질변환의 원인임을 밝혀내었다.